# کیروف (شهرستان قره‌سو)
کیروف (به لاتین: Kirov) یک منطقهٔ مسکونی در قرقیزستان است که در استان اوش واقع شده‌است. کیروف ۸٬۷۱۹ نفر جمعیت دارد.